# Ceccardo Egidio Fucigna

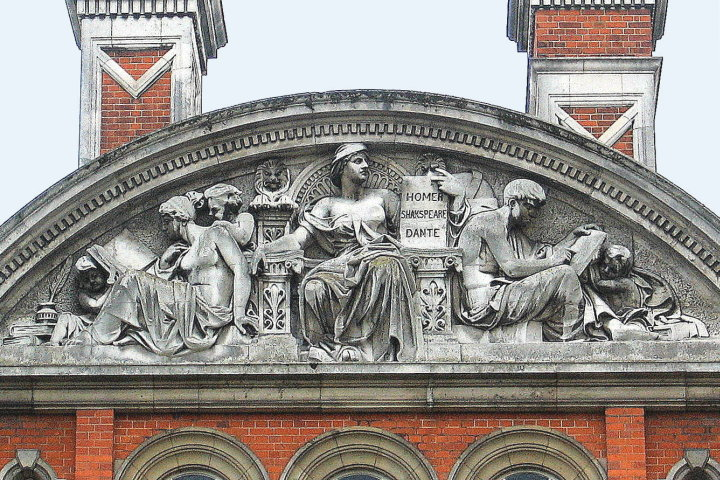
Homer, Shakespeare, Dante von Ceccardo Egidio Fucigna. Royal Holloway, Universität London

Ceccardo Egidio Fucigna (* 1834 in Carrara, Italien; † 1884 in London, Vereinigtes Königreich) war ein italienisch-britischer Bildhauer, der vor allem durch seine Zusammenarbeit mit dem Architekten William Burges bekannt wurde.

## Leben und Werk
Ceccardo Egidio Fucigna wurde 1834 in Carrara geboren. Die Stadt ist für ihre Marmorbrüche und Bildhauerkunst berühmt. Er studierte Renaissancekunst in Florenz und Rom und wurde Mitglied der Akademie von Ferrara. Um 1860 zog er nach England, wo er zwischen 1863 und 1879 zehnmal an Ausstellungen der Royal Academy of Arts teilnahm. In England arbeitete er zunächst als Assistent des Bildhauers John Birnie Philip. Nach dessen Tod im Jahr 1875 übernahm Fucigna die Fertigstellung einiger seiner Projekte, darunter das Denkmal für Edward Akroyd, Mitglied des Parlaments, in Halifax.
Ceccardo Egidio Fucigna ist besonders für seine Arbeiten an bedeutenden viktorianischen Bauwerken bekannt. In Zusammenarbeit mit dem Architekten William Burges schuf er Skulpturen für Cardiff Castle, darunter eine Statue der Madonna mit Kind im Dachgarten. Ebenfalls von ihm stammt die Madonna über dem Zugbrückentor von Castell Coch, einem neugotischen Schloss in Wales.
Ein weiteres bedeutendes Werk Fucignas ist die Bauplastik am Royal Holloway College der University of London. Er gestaltete dort unter anderem allegorische Figuren wie Homer, Shakespeare und Dante für die Fassaden sowie biblische Szenen im Inneren der Kapelle. Seine Arbeiten zeichnen sich durch eine Mischung aus klassizistischer Formensprache und naturalistischer Detailtreue aus. Ceccardo Egidio Fucigna war auch an der Gestaltung des Albert Memorials beteiligt und schuf im Jahr 1877 ein Marmorrundrelief für einen Kamin im Drawing Room des Knightshayes Court in Devon. Ursprünglich war das Relief für das Worcester College in Oxford bestimmt.